# Markup Validation Service
Markup Validation Service, er et gratis net-hjælpeværktøj fra World Wide Web Consortium  (W3C), hvis formål er kvalitetssikring af hjemmesider, som foretages ved en validering (kontrol) på udførte projekter. Dette  i henhold til anbefalede regler fra W3C.
De fleste sider på World Wide Web (www), er skrevet i programmeringssproget HTML og deraf afledte sprog, eksempelvis XHTML, SMIL, MathMl etc.
Validerings-processen kan sammenlignes med retskrivning af en tekst.
Validatoren faslægger hvilken dokumenttype som er valgt og kontrollerer herefter at syntaksen stemmer overens med reglerne der er fastlagt for denne type. Ved fejl vises en advarsel og i nogle tilfælde angives en  anvisning for tilret. 

## Ekstern henvisning
- W3C, Markup Validation Service, startside (engelsk)